# Striker's Mountain
Striker's Mountain è un film per la televisione canadese del 1985 diretto da Alan Simmonds.